# Championnats du monde de cyclo-cross 1979
Navigation
Édition précédente Édition suivante
Les championnats du monde de cyclo-cross 1979 ont lieu le 28 janvier 1979 à Saccolongo, dans la province de Padoue, en Vénétie, dans le nord-est de l'Italie. Trois épreuves masculines sont au programme. L'épreuve juniors (17-18 ans) est disputée séparément le 18 février   à Ordizia en Espagne. C'est la première fois que l'épreuve est au programme des mondiaux.

## Podiums
| Épreuves | Or             | Argent             | Bronze          |
| -------- | -------------- | ------------------ | --------------- |
| Élites   | Albert Zweifel | Gilles Blaser      | Robert Vermeire |
| Amateurs | Vito Di Tano   | Hennie Stamsnijder | Ueli Müller     |
| Juniors  | Iñaki Vijandi  | Bart Musschoot     | Heinz Matschke  |

## Résultats

### Classement des élites
| Pos. | Cycliste        | Pays            | Temps           |
| ---- | --------------- | --------------- | --------------- |
|      | Albert Zweifel  | Suisse          | 1 h 28 min 33 s |
|      | Gilles Blaser   | Suisse          | + 4:03          |
|      | Robert Vermeire | Belgique        | + 8:21          |
| 4    | Jan Teugels     | Belgique        | + 9:27          |
| 5    | Erwin Lienhard  | Suisse          | + 10:33         |
| 6    | Richard Steiner | Suisse          | + 12:18         |
| 7    | Lucien Zeimes   | Luxembourg      | + 17:08         |
| 8    | Juan Gorostidi  | Espagne         | + 1 tour        |
| 9    | Giuseppe Fatato | Italie          | + 1 tour        |
| 10   | Eric Stone      | Grande-Bretagne | + 1 tour        |

### Classement des amateurs
| Pos. | Cycliste             | Pays     | Temps           |
| ---- | -------------------- | -------- | --------------- |
|      | Vito Di Tano         | Italie   | 1 h 10 min 17 s |
|      | Hennie Stamsnijder   | Pays-Bas | + 0:41          |
|      | Ueli Müller          | Suisse   | + 1:06          |
| 4    | Franco Vagneur       | Italie   | + 1:11          |
| 5    | Tadeusz Steinke      | Pologne  | + 1:14          |
| 6    | Mieczysław Cielecki  | Pologne  | + 1:21          |
| 7    | Herman Snoeyink      | Pays-Bas | + 1:39          |
| 8    | Grzegorz Jaroszewski | Pologne  | + 1:50          |
| 9    | Andrzej Mąkowski     | Pologne  | + 2:07          |
| 10   | Fritz Saladin        | Suisse   | + 2:19          |

### Classement des juniors
| Pos. | Cycliste          | Pays                 | Temps       |
| ---- | ----------------- | -------------------- | ----------- |
|      | Iñaki Vijandi     | Espagne              | 50 min 43 s |
|      | Bart Musschoot    | Belgique             | + 0:58      |
|      | Heinz Matschke    | Allemagne de l'Ouest | + 1:35      |
| 4    | Radomír Šimůnek   | Tchécoslovaquie      | + 1:53      |
| 5    | Jokin Mujika      | Espagne              | + 1:54      |
| 6    | Eddy De Bie       | Belgique             | + 2:07      |
| 7    | Kurt Meier        | Suisse               | + 2:15      |
| 8    | Nico Verhoeven    | Belgique             | + 2:34      |
| 9    | Heino Pöhlmann    | Allemagne de l'Ouest | + 2:44      |
| 10   | Eric Vanderaerden | Belgique             | + 3:03      |

## Tableau des médailles
| Rang | Nation               | Or | Argent | Bronze | Total |
| ---- | -------------------- | -- | ------ | ------ | ----- |
| 1    | Suisse               | 1  | 1      | 1      | 3     |
| 2    | Espagne              | 1  | 0      | 0      | 1     |
| 2    | Italie               | 1  | 0      | 0      | 1     |
| 4    | Belgique             | 0  | 1      | 1      | 2     |
| 5    | Pays-Bas             | 0  | 1      | 0      | 1     |
| 6    | Allemagne de l'Ouest | 0  | 0      | 1      | 1     |